# Shamattawa River
Der Shamattawa River ist ein ca. 304 km langer rechter Nebenfluss des Winisk River im Norden der kanadischen Provinz Ontario.

## Flusslauf
Der Shamattawa River entspringt 70 km nordöstlich des Winisk Lake. Er verläuft westlich des Ekwan River und östlich des unteren Winisk River. Er fließt überwiegend in nördlicher Richtung. Auf seinem Weg durchfließt er den Shamattawa Lake. Er mündet schließlich bei Peawanuck in den Winisk River, 40 km vor dessen Mündung in die Hudson Bay.

## Hydrometrie
Am Ausfluss aus dem Shamattawa Lake befindet sich bei Flusskilometer 106 der Abflusspegel 04DC002 (⊙). Der mittlere Abfluss (MQ) an dieser Stelle für den Messzeitraum 1967–2021 betrug 40 m³/s. Das zugehörige Einzugsgebiet ist 4710 km² groß.
Im folgenden Schaubild werden die mittleren monatlichen Abflüsse des Shamattawa River für die Messperiode 1967–2021 in m³/s dargestellt.